# Марк Анний Флавий Либон
Марк Анний Флавий Либон (лат. Marcus Annius Flavius Libo) — римский государственный деятель, живший во второй половине II века и первой половине III века.

## Биография
Либон происходил из патрицианского рода, ведущего своё начало из Бетики. Его дедом был консул-суффект 161 года Марк Анний Либон, а отцом — легат Сирии, носивший такое же имя и скончавшийся при загадочных обстоятельствах.
О самом Либоне известно только лишь то, что он занимал должность ординарного консула в 204 году с Луцием Фабием Цилоном. Он был родственником императора Марка Аврелия через своего деда, бывшего его дядей. Флавий Либон был также членом жреческой коллегии палатинских салиев.